# A Hundred Days Off
A Hundred Days Off – szósty album studyjny zespołu Underworld, wydany 4, 16 i 24 września 2002 roku jako CD i płyta winylowa. Jest pierwszym albumem nagranym przez zespół po odejściu Darrena Emersona.
Album doszedł do 2. miejsca na liście Top Dance/Electronic Albums tygodnika Billboard.

## Album

### Historia
Po wydaniu koncertowego albumu Everything, Everything (4 września 2000 roku) z zespołu odszedł Darren Emerson, by kontynuować karierę jako DJ. Swój czas spędzony z zespołem muzyk ocenił jako „genialny”, a decyzję odejścia tłumaczył zmęczeniem i chęcią kontynuowania działalności na własny rachunek. Jego pierwszym solowym dokonaniem był wydany 15 maja 2000 roku mix album Global Underground 015: Uruguay, nagrany podczas jego ostatniego didżejskiego występu w Ameryce Południowej.
Wewnętrzne spory po wydaniu Beaucoup Fish i odejściu Darrena Emersona sprawiły pojawienie się domysłów, czy nie będzie to oznaczało końca Underworld. Obawiano się, czy Karl Hyde i Rick Smith będą w stanie kontynuować działalność w dwuosobowym składzie i nadal znajdowac inspiracje do kolejnego etapu swojej twórczości w ramach muzyki tanecznej. Obawy te okazały się nieuzasadnione. Podczas tworzenia albumu "A Hundred Days Off" i po odejściu Darrena Emersona, Rick Smith i Karl Hyde przyrzekli sobie „zniszczyć przeszłość”'.
Rick Smith wyraził zadowolenie z końcowego efektu stwierdzając:

I w przeciwieństwie do każdego innego albumu wcześniej, ten był bardzo inny. Była tam ta niesamowita różnorodność materiału, który przez większość czasu był fantastyczny – muzyka świata, piękne nagrania rdzennych plemion grających Bóg wie co, i to było naprawdę świetne.

Tytuł albumu, „A Hundred Days Off” („Sto dni wolnego”) nawiązywał do pragnienia dzieci Ricka Smitha, które chciały mieć wolne od szkoły.

### Wydania
Wydanie albumu promowała trasa koncertowa zespołu po Czechach (Uście nad Łabą 9 sierpnia 2002 roku), Wielkiej Brytanii (Liverpool 24 sierpnia) i Irlandii (Dublin 31 sierpnia). Na rynku płytowym zapowiedzią albumu był singiel „Two Months Off”, wydany 2 września.
Album ukazał się (jako CD) już 4 września 2002 roku, ale tylko w Japonii, nakładem Junior Boy’s Own i V2 Records.
16 września wydany został (również jako CD) w Europie nakładem tych samych wytwórni; wyszła również dwupłytowa wersja winylowa.
24 września te same wytwórnie wydały album (jako CD) w Stanach Zjednoczonych
W 2014 roku album został wznowiony przez Universal Music Catalogue jako digital download (10 plików WAV).

### Lista utworów
| 1.  | Mo Move               | 6:53    |
|     |                       |         |
| 2.  | Two Months Off        | 9:07    |
|     |                       |         |
| 3.  | Twist                 | 6:24    |
|     |                       |         |
| 4.  | Sola Sistim           | 6:26    |
|     |                       |         |
| 5.  | Little Speaker        | 8:36    |
|     |                       |         |
| 6.  | Trim                  | 3:22    |
|     |                       |         |
| 7.  | Ess Gee               | 2:20    |
|     |                       |         |
| 8.  | Dinosaur Adventure 3D | 7:55    |
|     |                       |         |
| 9.  | Ballet Lane           | 3:39    |
|     |                       |         |
| 10. | Luetin                | 7:00    |
|     |                       |         |
|     |                       | 1:01:42 |
|     |                       |         |

| 1. | Mo Move        | 6:53  |
|    |                |       |
| 2. | Two Months Off | 9:07  |
|    |                |       |
|    |                | 16:00 |
|    |                |       |

| 1. | Twist       | 6:24  |
|    |             |       |
| 2. | Sola Sistim | 6:26  |
|    |             |       |
|    |             | 12:50 |
|    |             |       |

| 1. | Little Speaker | 8:36  |
|    |                |       |
| 2. | Trim           | 3:22  |
|    |                |       |
| 3. | Ess Gee        | 2:20  |
|    |                |       |
|    |                | 14:18 |
|    |                |       |

| 1. | Dinosaur Adventure 3D | 7:55  |
|    |                       |       |
| 2. | Ballet Lane           | 3:39  |
|    |                       |       |
| 3. | Luetin                | 7:00  |
|    |                       |       |
|    |                       | 18:34 |
|    |                       |       |

- wykonawcy (Underworld) – Karl Hyde, Rick Smith
- głos (recytacja) – Juanita
- producent muzyczny, rejestrator, miksujący, inżynier – Rick Smith
- rejestrator, miksujący, inżynier – Mike Nielsen
- nagrywanie, miksowanie – Lemonworld
- grafika – Tomato[8]

## Odbiór

### Opinie krytyków
| Oceny łączne      | Oceny łączne |
| Publikacja        | Ocena        |
| Publikacja        | Ocena        |
| ----------------- | ------------ |
| Album of the Year | 69/100       |
| Metacritic        | 71/100       |
| Recenzje          |              |
| Publikacja        | Ocena        |
| AllMusic          | [ 14 ]       |
| Drowned in Sound  | 6/10         |
| The Guardian      | [ 16 ]       |
| laut.de           | [ 17 ]       |
| Mojo              | 7/10         |
| NME               | [ 6 ]        |
| Pitchfork         | 6.9/10       |
| PopMatters        | 6/10         |
| Q                 | [ 13 ]       |
| RYM               | 3.43/5       |
| Release Magazine  | [ 20 ]       |
| Rolling Stone     | [ 21 ]       |
| Sputnikmusic      | 3.5/5        |
| Stylus Magazine   | B+           |

Album otrzymał powszechne pochwały na podstawie 18 recenzji krytycznych.
Zdaniem Andy’ego Pulestona z BBC od strony muzycznej „brak Emersona jest trudny do wykrycia, co z kolei prowadzi nas do przekonania, że to ogromnie niedoceniany, kreatywny geniusz Ricka Smitha był przez cały czas na miejscu kierowcy. A Hundred Days Off nie różni się jednak znacząco od poprzedniego albumu, coś jak kontrast pomiędzy Dubnobasswithmyheadman a Second Toughest In The Infants. Najlepiej byłoby oznaczyć tę płytę jako Beaucoup Fish, Mark Deux, choć nie świadczy to o braku postępu.
A Hundred Days Off to „ich najlepszy album od czasu debiutu Dubnobasswithmyheadman; Karl i Rick dokonali powrotu w pięknym stylu i uśpili niektóre demony” – uważa Conor McNicholas z NME dając albumowi 4 gwiazdki.
Podobnego zdania jest Alexis Petridis z dziennika The Guardian: „A Hundred Days Off to najbardziej zróżnicowany i intrygujący zestaw, jaki [Underworld] stworzyli od czasu przełomowego dubnobasswithmyheadman”. Za wyróżniające się utwory uważa 'Dinosaur Adventure 3D' i 'Two Months Off', które, jego zdaniem „niewątpliwie będą niszczyć parkiety taneczne przez najbliższe miesiące”.
Zdaniem Erica Carra z magazynu Pitchfork „Z każdym kolejnym wydawnictwem Underworld (…) dopracowuje swoje ultra hipnotyczne beaty do najprostszych elementów, za każdym razem zbliżając się o krok do jakiegoś podstawowego wewnętrznego rytmu, tak natychmiast dostępnego, że świadomość wydaje się opcjonalna dla jego percepcji; można by niemal tańczyć do niego we śnie. A Hundred Days Off to tylko kolejny krok w ich procesie. Jest to najlepsza rzecz, jaką udało im się stworzyć od czasu zejścia z wyżyn Dubnobasswithmyheadman, choć biorąc pod uwagę ich tymczasowe wydawnictwa, nie jest to zbyt wiele powiedziane. Interesujące jest jednak to, że udało im się dopracować swoje brzmienie nie zmieniając go prawie wcale” – konstatuje autor.
W ocenie redakcji magazynu PopMatters „ostatnie dzieło Underworld to efektowna mieszanka wszystkiego, co do tej pory definiowało muzykę taneczną; jest wesoło, tanecznie i zabawnie”, jednak „większości piosenek brakuje tej intensywności i głębi, która uczyniłaby ich muzykę bardziej introspektywną, a mniej radosną”.
„choć A Hundred Days Off jest być może pozbawiony surowej, witalnej energii Second Toughest In The Infants, to pod wieloma względami jest bardziej uładzonym, satysfakcjonującym albumem, niż cokolwiek, co Karl Hyde i Rick Smith wyprodukowali wcześniej” – twierdzi Simon Evans z musicOMH zauważając następnie, iż „nieobecność Emersona nie wpłynęła zbytnio na zespół, co każe się zastanowić, jaki był jego wkład”. Na albumie widać, zdaniem recenzenta, „odnowę i duszę, coś, czego brakuje w dużej części dzisiejszej muzyki tanecznej”. Muzyka albumu jest „zarówno dla głowy jak i dla serca”, zaś Underworld „wydaje się być bardziej radosny niż poprzednio, z bardziej delikatnym cieniowaniem nastroju niż na poprzednich wydawnictwach”. W strukturze jednego z utworów, 'Ess Gee', autor dopatrzył się wpływu instrumentalnego fragmentu z 'Moonchild' King Crimson.
Według Johna Busha z AllMusic Rick Smith i Karl Hyde „stanęli przed dodatkowym wyzwaniem na A Hundred Days Off – udowodnienia koneserom muzyki dance, że są w stanie wytrzymać stratę Darrena Emersona”. Autor stwierdza następnie, że „wyniki dowodzą jedynie, iż Emerson najprawdopodobniej wniósł coś, czego teraz brakuje, do trzech albumów, które uświetnił”, zauważając jednak, że „charakterystyczne brzmienie Underworld jest jednak w większości dziełem Smitha i Hyde’a” i jest obecne już od otwierającego album 'Mo Move' poprzez punkt kulminacyjny, 'Two Months Off', aż po „minimalistyczne, punktowe techno ('Dinosaur Adventure 3D', 'Luetin')”.
„A Hundred Days Off nie cierpi na syndrom staruszka; produkcja jest jak zwykle ostra i aktualna, ale piosenkom brakuje energii, uczucia, a nawet melodii klasycznych płyt Underworld” – podsumowuje recenzent dając albumowi tylko dwie gwiazdki.
„Ten album nie jest świetny. To po prostu kolejny album Underworld” – ocenia Mark Reed z Drowned in Sound. „Underworld potrafi tworzyć świetne albumy. Ale nie tym razem. Wszystko to już słyszeliśmy” – stwierdza w podsumowaniu.

### Listy tygodniowe
| Kraj              | Lista                       | Pozycja |
| ----------------- | --------------------------- | ------- |
| Australia         | Australian Charts           | 24      |
| Austria           | Austrian Charts             | 57      |
| Belgia            | Ultratop (Flandria)         | 6       |
| Belgia            | Ultratop (Walonia)          | 25      |
| Francja           | Les Charts                  | 42      |
| Holandia          | Dutch Album Top 100         | 9       |
| Niemcy            | Offizielle Deutsche Charts  | 34      |
| Stany Zjednoczone | Billboard 200               | 122     |
| Stany Zjednoczone | Top Dance/Electronic Albums | 2       |
| Stany Zjednoczone | Top Sales Albums            | 122     |
| Szkocja           | Scottish Albums Chart       | 16      |
| Szwajcaria        | Schweizer Hitparade         | 64      |
| Szwecja           | Swedish Charts              | 49      |
| Wielka Brytania   | UK Albums Chart             | 16      |
| Wielka Brytania   | UK Physical Albums          | 16      |